# Frankreich beim Junior Eurovision Song Contest
Teilnehmende Rundfunkanstalt

Erste Teilnahme
2004
Anzahl der Teilnahmen
8 (Stand 2024)
Höchste Platzierung
1 (2020, 2022, 2023)
Höchste Punktzahl
228 (2023)
Niedrigste Punktzahl
78 (2004)
Punkteschnitt (seit erstem Beitrag)
162,5 (Stand 2020)
Punkteschnitt pro abstimmendem Land im 12-Punkte-System
4,59 (Stand 2004)
Dieser Artikel befasst sich mit der Geschichte Frankreichs als Teilnehmer am Junior Eurovision Song Contest.

## Vorentscheide
2004 fand ein Vorentscheid mit 11 Teilnehmern statt. Die Teilnehmer seit 2018 wurden intern bestimmt.

## Teilnahme am Wettbewerb
Nach dem sechsten Platz 2004 entschied sich France 3, den Wettbewerb zu verlassen, da die Motivation nicht mehr vorhanden sei und „zu viel Eurovision die Eurovision zerstöre“.
Am 18. November 2015 gab Vladislaw Jakowlev, der JESC-Supervisor, bekannt, dass eine Delegation des französischen Fernsehens unter der Leitung des neuen Delegationsleiters Edoardo Grassi in Bulgarien vor Ort ist und dieser an einer Rückkehr Frankreichs zum Wettbewerb in nächster Zeit sehr interessiert sei.
2018 kehrte Frankreich schließlich zum Junior Eurovision Song Contest zurück und belegte den zweiten Platz. Zwei Jahre später gelang mit Valentina und ihrem Lied J'imagine der erste Sieg. Weitere zwei Jahre nach dem Sieg von Valentina gelang dem Land mit Lissandro und seinem Lied Oh Maman! der zweite Sieg innerhalb von zwei Jahren. 2023 konnte man den Wettbewerb erneut gewinnen. Frankreich ist damit neben Polen das einzige Land das seinen Titel erfolgreich verteidigen konnte. Zudem zählt Frankreich mit drei Siegen – in nur 4 Jahren – zu den Ländern, die den Wettbewerb bislang am meisten gewinnen konnten. Lediglich Georgien gelang es, denn Wettbewerb ebenfalls dreimal zu gewinnen, jedoch mit längerem Abstand hintereinander.

## Liste der Beiträge
| Jahr      | Interpret                | Titel (Musik / Text)                                    | Sprache                  | Übersetzung              | Platz Teilnehmer (gesamt) | Punkte                   |
| --------- | ------------------------ | ------------------------------------------------------- | ------------------------ | ------------------------ | ------------------------- | ------------------------ |
| 2004      | Thomas Pontier           | Si on voulait bien (Thomas Pontier)                     | Französisch              | Selbst wenn wir wollten  | 6 / 18                    | 78                       |
| 2005-2017 | Auf Teilnahme verzichtet | Auf Teilnahme verzichtet                                | Auf Teilnahme verzichtet | Auf Teilnahme verzichtet | Auf Teilnahme verzichtet  | Auf Teilnahme verzichtet |
| 2018      | Angélina                 | Jamais sans toi (Fico, Comblat, Stawski, Age Ali)       | Französisch, Englisch    | Nie ohne dich            | 2 / 20                    | 203                      |
| 2019      | Carla                    | Bim bam toi (Igit, Barbara Pravi)                       | Französisch              | Bim bam du               | 5 / 19                    | 169                      |
| 2020      | Valentina                | J'imagine (Igit, Barbara Pravi)                         | Französisch              | Ich stelle mir vor       | 1 / 12                    | 200                      |
| 2021      | Enzo                     | Tic Tac (Alban Lico, Léa Ivanne)                        | Französisch              | Ticken                   | 3 / 19                    | 187                      |
| 2022      | Lissandro                | Oh Maman! (Frederic Chateau, Barbara Pravi)             | Französisch, Englisch    | Oh Mama!                 | 1 / 16                    | 203                      |
| 2023      | Zoé Clauzure             | Cœur (Jérémy Chapron, Julien Comblat, Noée Francheteau) | Französisch              | Herz                     | 1 / 16                    | 228                      |
| 2024      | Titouan                  | Comme ci, comme ça (Malo', Marie Bastide)               | Französisch              | So lala                  | 4 / 17                    | 177                      |

## Ausgetragene Wettbewerbe
| Jahr | Stadt | Austragungsort    | Moderation                              |
| ---- | ----- | ----------------- | --------------------------------------- |
| 2021 | Paris | La Seine Musicale | Élodie Gossuin, Olivier Minne, Carla    |
| 2023 | Nizza | Palais Nikaïa     | Olivier Minne, Laury Thilleman, Ophénia |

## Punktevergabe
Folgende Länder erhielten die meisten Punkte von oder vergaben die meisten Punkte an Frankreich:
| Die meisten vergebenen Punkte | Die meisten vergebenen Punkte | Die meisten vergebenen Punkte |
| Platz                         | Land                          | Punkte                        |
| ----------------------------- | ----------------------------- | ----------------------------- |
| 1                             | Polen                         | 25                            |
| 2                             | Niederlande                   | 20                            |
| 2                             | Spanien                       | 20                            |
| 4                             | Serbien                       | 18                            |
| 5                             | Georgien                      | 15                            |

| Die meisten erhaltenen Punkte | Die meisten erhaltenen Punkte | Die meisten erhaltenen Punkte |
| Platz                         | Land                          | Punkte                        |
| ----------------------------- | ----------------------------- | ----------------------------- |
| 1                             | Niederlande                   | 34                            |
| 2                             | Belarus                       | 32                            |
| 3                             | Malta                         | 31                            |
| 4                             | Serbien                       | 22                            |
| 5                             | Spanien                       | 19                            |

Stand: 2020